# Karl Friedrich Reiche
Karl Friedrich Reiche (spanisch Carlos Federico Reiche; * 31. Oktober 1860 in Dresden; † 26. Februar 1929 in München) war ein deutscher Botaniker sowie Universitäts-Professor in Chile und Mexiko. Sein offizielles botanisches Autorenkürzel lautet „Reiche“.

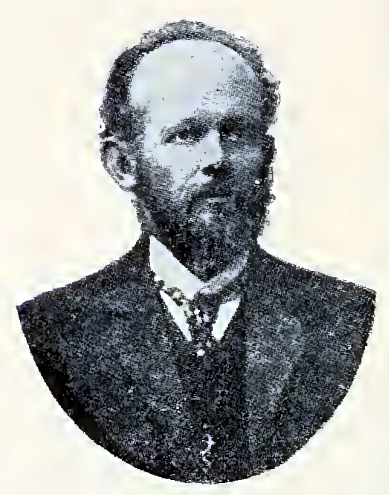
Carlos Reiche (um 1910)

## Leben

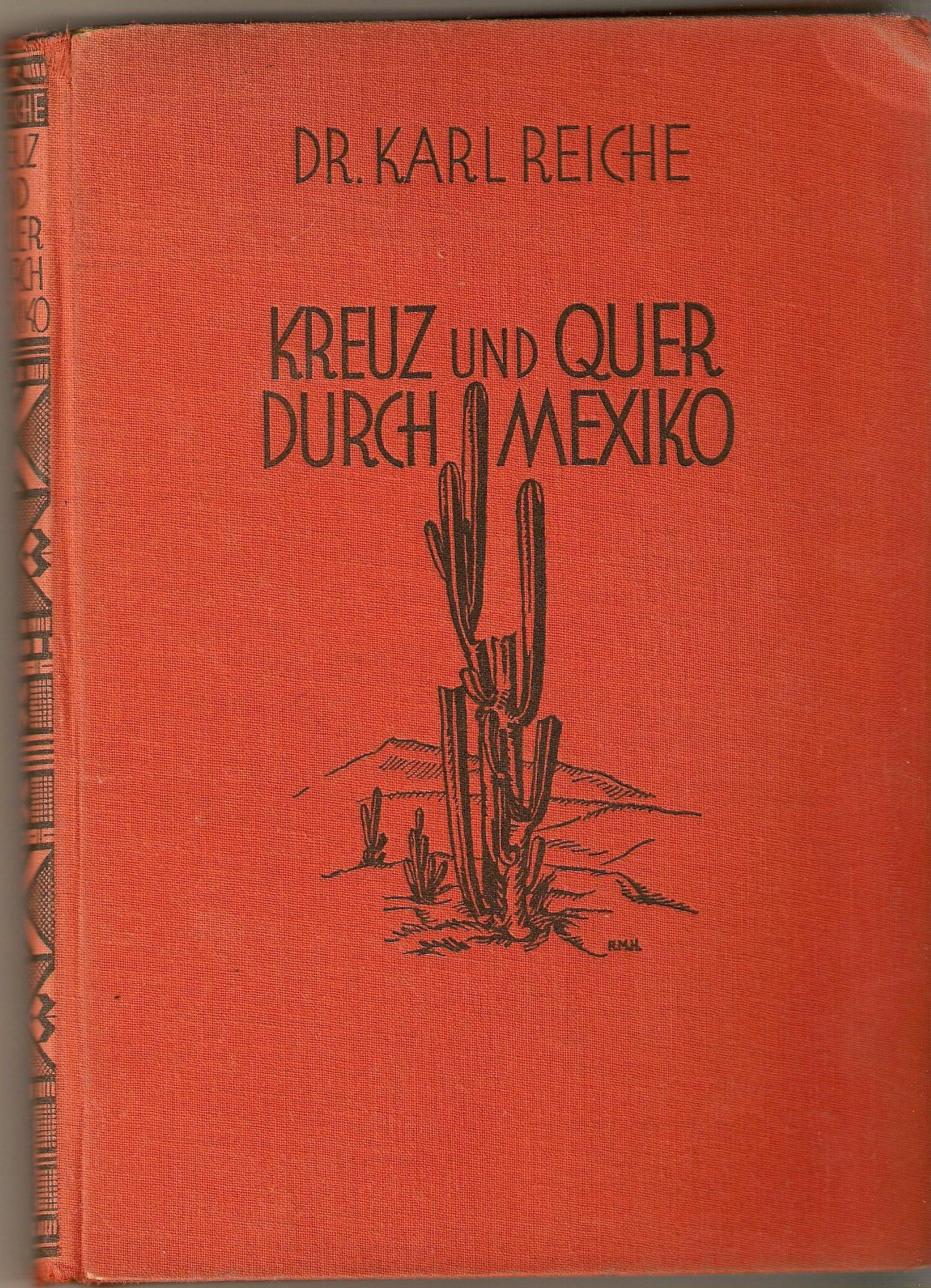
Werke

Reiche promovierte 1885 in Leipzig zu einem pflanzenanatomischen Thema mit dem Abschluss Dr. phil. Er war ab 1911 korrespondierendes Mitglied der Deutschen Botanischen Gesellschaft.
Reiche siedelte 1889 nach Chile über; er arbeitete zunächst als Lehrer in Constitución, dann am Nationalmuseum für Naturgeschichte Chiles in Santiago, wo er 1896 zum Direktor der Botanikabteilung des Museums ernannt wurde. Ab 1911 war Reiche Professor in Mexiko; 1924 verließ er wegen der Folgen der Mexikanischen Revolution das Land und kehrte nach Deutschland zurück, wo er in München Honorarprofessor wurde.
Reiche erforschte die Flora von Mexiko und Chile. Für das Werk Die natürlichen Pflanzenfamilien von Adolf Engler und Carl Prantl in der 1. Auflage (1890–1897) schrieb er Beiträge zu zahlreichen Pflanzenfamilien.

## Ehrungen
Nach Reiche sind die Pflanzengattungen Reichea Kausel (heute Myrcianthes) aus der Familie der Myrtengewächse, Reicheocactus Backeb. aus der Familie der Kakteengewächse und Reicheella Pax aus der Familie der Nelkengewächse benannt worden.

## Herbar
Reiche war freier Mitarbeiter an der Botanischen Staatssammlung, die sich im Verwaltungsgebäude des Botanischen Gartens München-Nymphenburg befindet. Die Aufsammlungen seiner letzten Forschungsreise nach Mexiko (1926/27) werden in München aufbewahrt; die Aufsammlungen zu seinen vorangegangenen Forschungen in Chile und Mexiko verblieben in dortigen Herbarien.

## Werke
- Beiträge zur Kenntnis der chilenischen Buchen. In: Verhandlungen des Deutschen Wissenschaftlichen Vereins Santiago. Band III. Valparaiso, G. Helfmann, 1897, archive.org.

- Jeografía botánica del Rio Manso. Anales de la Universidad Santiago, Impr. Cervantes, 1898.

- Die Verbreitungsverhältnisse der chilenischen Koniferen. In: Verhandlungen des Deutschen Wissenschaftlichen Vereins Santiago. Band IV. Valparaiso, G. Helfmann, 1900.

- Grundzüge der Pflanzenverbreitung in Chile (Die Vegetation der Erde; 8). Leipzig 1907 (Reprint Gantner: Vaduz, 1976), archive.org.

- Kreuz und quer durch Mexiko. Aus dem Wanderbuch eines deutschen Gelehrten. Deutsche Buchwerkstätten, Leipzig 1930.

- Estudios críticos de la Flora de Chile. (1894–1911).
- Geografía botánica de Chile. 1934.
- La vegetación de los alrededores de la capital de México. 1924.
- Flora excursoria en el Valle Central de México. 1926.